# Istoria Republicii Moldova

Voievodatul Moldovei în comparație cu frontierele și statele actuale (în roșu)

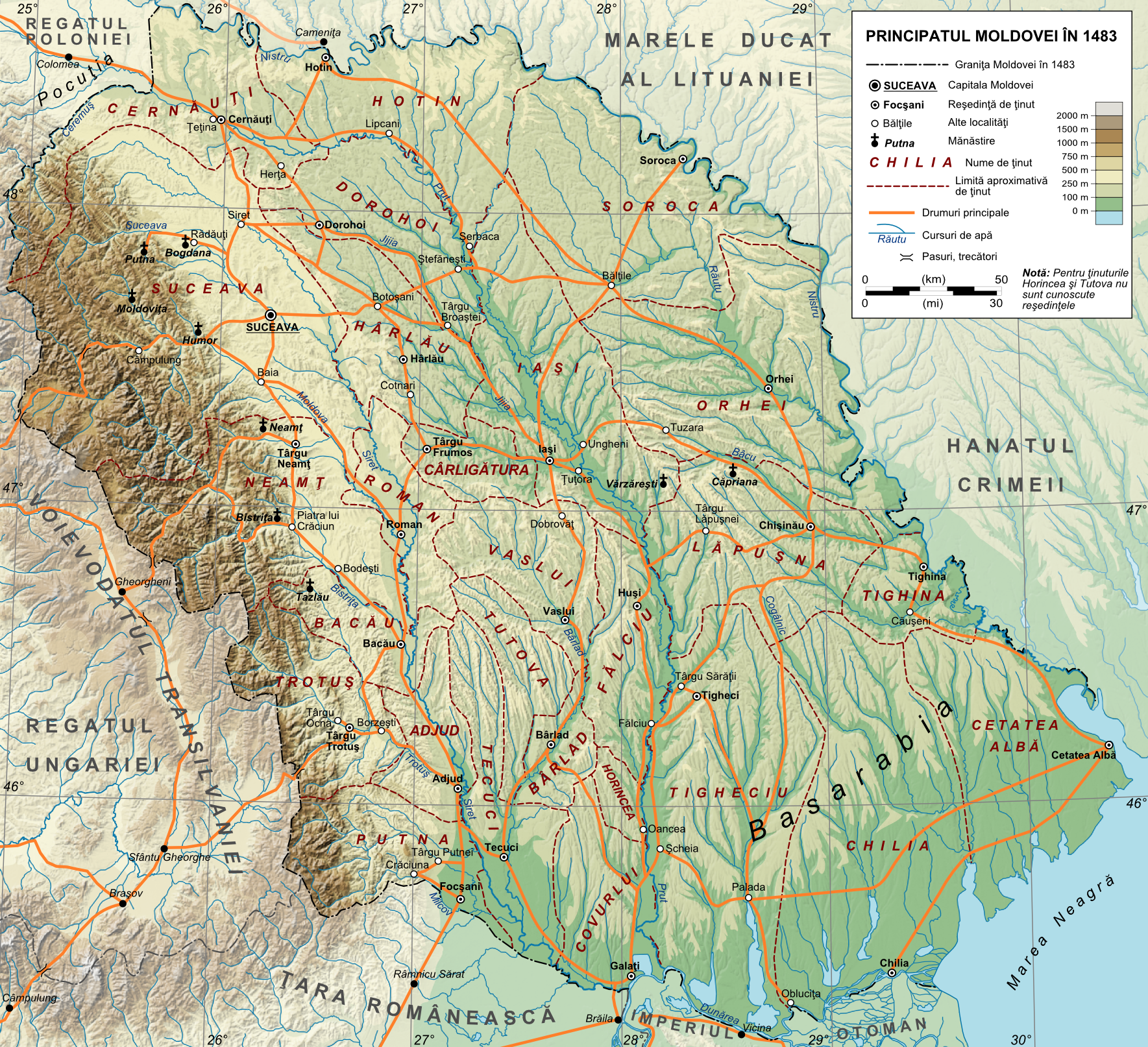
Principatul Moldovei în 1483

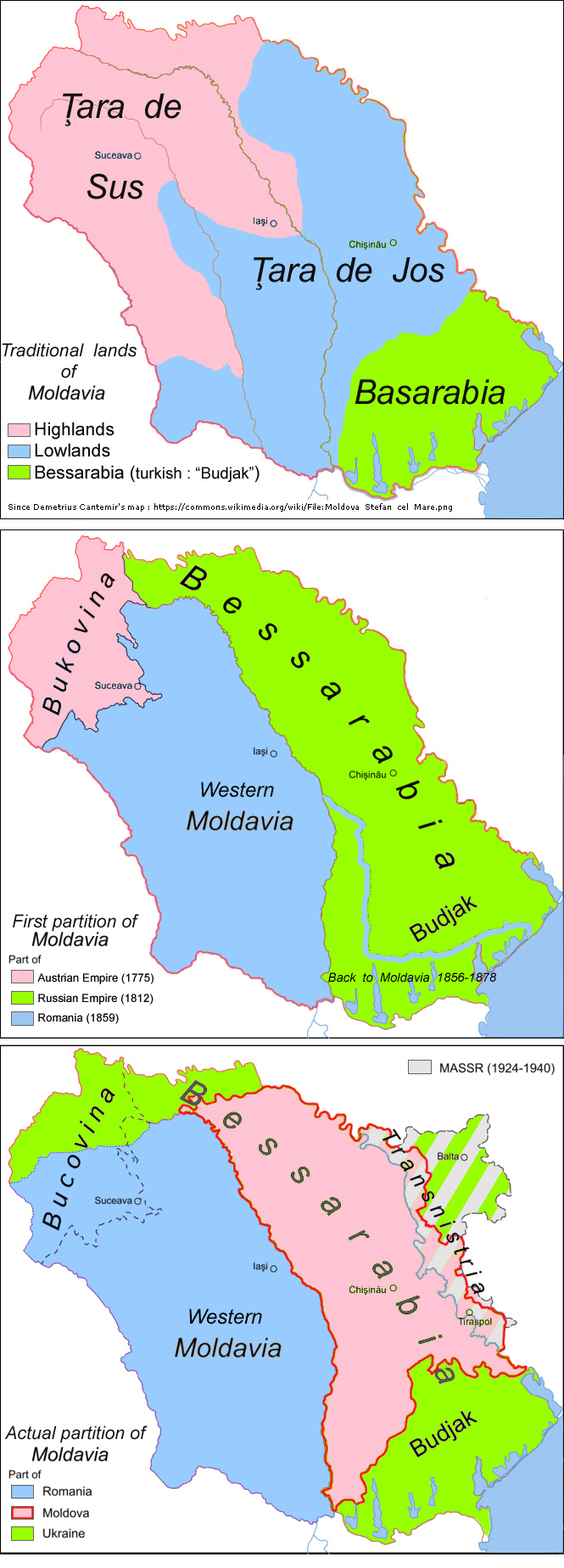
Ținuturile tradiționale și împărțirile succesive ale Moldovei (prima în 1775-1812, a doua în 1940

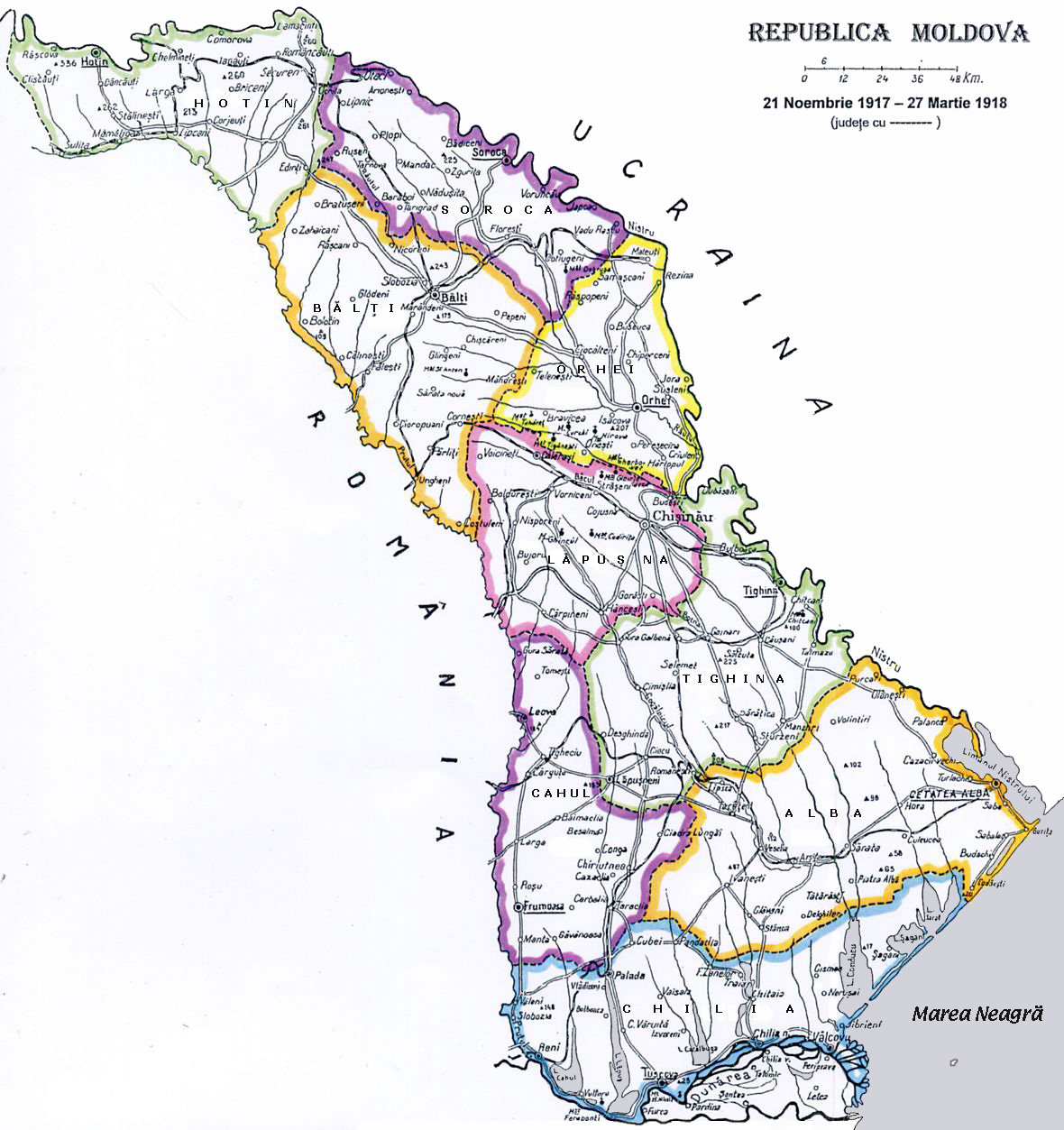
Prima republică democratică a Moldovei la 1917

Istoria Republicii Moldova reprezintă istoria teritoriului răsăritean ale Principatului Moldovei, între râul Prut și râul Nistru, dar și mici părți din Podolia și Edisan, pe malul răsăritean al Nistrului. Din anul 1812, teritoriul de est al Moldovei, după anexarea la Rusia, au intrat în concurență, pentru locuitorii acestui teritoriu, două concepții identitare potrivnice: «românismul» care promovează unirea politică și culturală a tuturor vorbitorilor graiurilor est-romanice indiferent de împărățiile ale căror supuși erau (Imperiul Habsburgic, Imperiul Rus sau Imperiul Otoman), și «moldovenismul» susținut de autoritățile rusești, care (fără să fie încă astfel denumit în acele vremi) promova deosebirea și despărțirea culturală și politică între vorbitorii graiurilor est-romanice supuși ai « Țarului tuturor Rusiilor », și ceilalți. Istoria Republicii Moldova ca stat independent începe cu 106 ani mai târziu, în 1918, când gubernia Basarabiei se constituie ca Republică democrată moldovenească. Această istorie se prelungește ca provincie a României (sub numele de Basarabia, 1918-1940 și 1941-1944) și ca republică unională sovietică (RSSM, 1940-1941 și 1944-1991), în timp ce pe malul stîng al Nistrului, i se adaugă istoria regiunii autonome moldovenești din cadrul Ucrainei sovietice (1924-1940). Populația băștinașă, români, s-a menținut în proporție de 97 % în cele 46 % din vechiul voievodat, aparținând astăzi României, în proporție de 62 % în cele 36 % din vechiul voievodat, aparținând astăzi Republicii Moldova, și în proporție de 8 % în cele 18 % din vechiul voievodat, aparținând astăzi Ucrainei.

## Parte a Principatului Moldovei
Denumirea de Moldova provine etimologic de la râul Moldova de-a lungul căruia s-a format cnezatul Baia, nume care înseamnă „scobitură”, „mină”: în vechea germană „Molde” (veniseră mulți meșteri mineri nemți), în documentele maghiare: „Moldvàr”.
Voievozii români din Maramureș (voievodat situat in nordul Transilvaniei): Dragoș (« Inițiatorul ») și Bogdan I (« Întemeietorul ») întemeiază aici un nou voievodat. Miron Costin spune în lucrarea "De neamul moldovenilor" (1686) că "lăcuitorii țării noastre, Moldovei și Țării Muntenești și românii din țările ungurești, că tot un neam sunt și odată discălicați", și că "descălicatul ... de Traian împăratul Râmului" a fost făcut. Pe vremea lui Bogdan I, voievodatul Moldovei nu depășea ținutul râurilor Moldova, Suceava și Siret. Urmașii săi și-au întins stăpânirea spre sud, vest, nord și est, unind cnezatele și micile voievodate deja existente, precum Onutul sau Bârladul, până atunci vasale ale Galiției, și Ținutul Iașilor. În timpul lui Roman I teritoriul voievodatului atinge marea Neagră, prin trecerea cetății genoveze Montecastro (Cetatea Albă) din vasalitatea Tătarilor în cea a voievozilor Moldoveni. Stăpânirea moldoveană nu atingea Dunărea, fiindcă din 1330 gurile fluviului erau în stăpânirea voievozilor munteni, din familia Basarab, de unde provine și numele de Basarabia, care desemna atunci și regiunea situată în vestul râului Trotuș și în sudul râului Putna (bunăoară, de la vărsarea râului Șușița în Siret, la sud de pasul Oituz și de Bârlad).
Alexandru cel Bun a consolidat accesul Moldovei la gurile Dunării și Nistrului, luând Cetatea Albă în deplină stăpânire de la Genovezi și extinzându-și domnia asupra cetăților Galați, Oblucița (azi Izmail) și Chilia. Ulterior aceasta din urmă a fost cedată regelui Matei Corvin al Ungariei, dar luată înapoi de Ștefan cel Mare, nepot al lui Alexandru cel Bun și văr al lui Vlad Țepeș din Muntenia. Sub domnia lui Ștefan, Moldova a ajuns la întinderea și puterea ei maximă, stăpânind vadurile Nistrului (îndeosebi Dubăsarii) și având în Marea Neagră, până în 1484, o flotă de corăbii mulțumită căreia făcea comerț cu Constantinopolul devenit Istanbul și ținea legătura cu principatul Crimeean, țara soției sale Maria de Mangop.

## Perioada țaristă
În 1792, prin Tratatul de la Iași, Imperiul Otoman a fost forțat să cedeze teritoriile deținute în regiunea care acum se numește Transnistria către Imperiul Rus. În urma războiului ruso-turc din 1806-1812, Imperiul Rus biruitor revendică de la Turcii învinși Bugeacul, interesat fiind de gurile Dunării. Bugeacul, teritoriu al Imperiului Otoman, apărea atunci pe hărțile europene sub numele românesc de « Basarabia », iar restul ținutului dintre Prut și Nistru făcea parte din principatul Moldovei, fără a avea o denumire anume (cum arată greșit multe hărți). Dibăcia negociatorului rus Andrault de Langeron (Алекса́ндр Ланжеро́н, un francez slujnic al Țarului) și trădarea negociatorului turc Moruzi (un fanariot) la Tratatul de la București (1812), duc la extinderea denumirii de « Basarabia », la întreg ținutul dintre Prut și Nistru, teritoriu al Moldovei, care prin această viclenie este cedat Rusiei în ciuda protestului voievodului moldovean Veniamin Costache și a Sfatului său. Tratatul care sfâșie Moldova în două până în zilele noastre este semnat de mareșalul Kutuzov. Moruzi însă a fost decapitat la Constantinopol când guvernnul otoman a aflat de trădarea sa, posibil motivată fie de bani, fie de religia sa ortodoxă, care-l apropia mai degrabă de Țar decât de Sultan.
După înfrângerea rușilor din Războiul Crimeii (1853-1856), Tratatul de la Paris stipula ca județele Cahul, Bolgrad și Ismail să fie retrocedate Moldovei, care, împreună cu Țara Românească, era pusă sub garanția colectivă a celor șapte puteri străine care au semnat tratatul, printre care și Rusia. În 1859, Principatul Moldovei s-a unit cu cel al Munteniei alegând același domn pentru ambele principate românești, în persoana lui Alexandru Ioan Cuza, și punând astfel cărămida de temelie a statului modern România. Prin Tratatul de la Berlin din 1878, guvernul român a fost însă nevoit să cedeze din nou județele Cahul, Bolgrad și Ismail către Imperiul Rus, în joc fiind din nou același obiectiv: controlul gurilor Dunării.
În decursul stăpânirii rusești, care coincide cu perioada de modernizare europeană a secolului XIX, gubernia Basarabiei, împărțită în 12 ocoluri (краи): Hotin, Soroca, Bălți, Orhei, Chișinău, Lăpușna, Tighina (Бендерь), Cetatea-Albă (Aккерман), Frumoasa (Kагул), Palada (Болград), Oblucița (измаил) și Chilia (Kилия), cunoaște un proces de urbanizare, tîrgurile moldovenești transformîndu-se în orașe rusești mărite, legate prin calea ferată de portul Odesa prin care se exportau cerealele produse în gubernie. În timpul stăpânirii rusești, populația guberniei a devenit mult mai pestriță din punct de vedere lingvistic și religios, prin schimburi de populații (Turcii și Tătarii din Bugeac au plecat în Dobrogea, de unde au venit, în locul lor, Bulgari și Găgăuzi) și prin afluxul unui mare număr de Ruși, Ucraineni, Germani, Evrei și Armeni. În 1918 minoritățile reprezentau peste un sfert din populația Basarabiei.
Din punct de vedere toponimic, Imperiul rus, ori de câte ori a avut de ales între un nume moldovenesc și un nume provenind din altă limbă (cazurile Tighina/Bender sau Cetatea Albă/Akkerman) l-a ales pe acesta din urmă; pe de altă parte, a rusificat nu numai numele orașelor mari (Kișiniov, Orgheev...) dar și nume de târguri (Frumoasa/Cahul) și chiar de sate (Ciubărciu/Ciobruci). Intelectualii moldoveni din Basarabia, de altfel rari fiindcă țărănimea băștinașă era ținută în analfabetism, socoteau așadar că poporul moldovean era asuprit în propria sa patrie, și propovăduiau eliberarea țării de sub stăpânirea rusească fie prin independență, fie prin unirea cu România. Alți intelectuali, în general provenind din minorități, propovăduiau eliberarea de sub stăpânirea țaristă printr-o revoluție socială. Aceste două tendințe se vor manifesta cu prilejul primului război mondial.

Stema Moldovei (varianta cu stea)
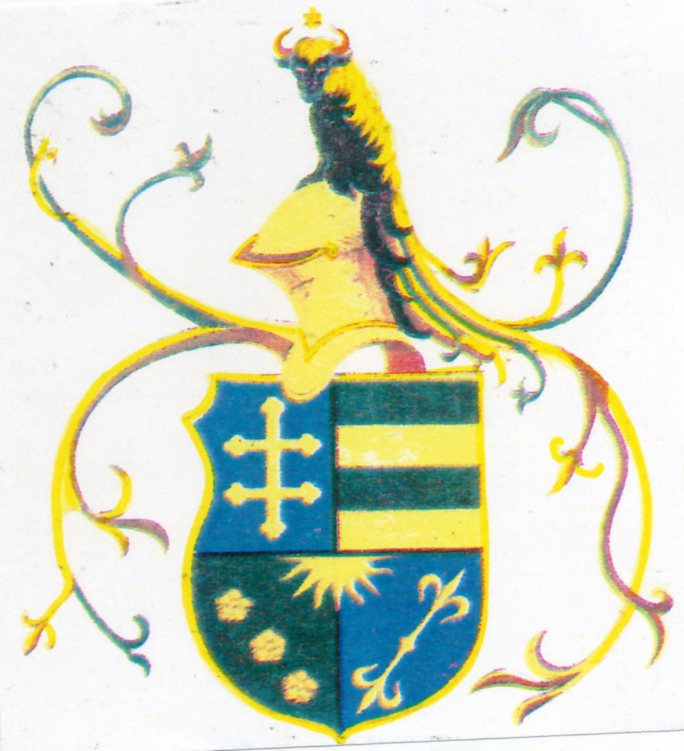
Stema voievodului Moldovei în armorialul Wijnbergen
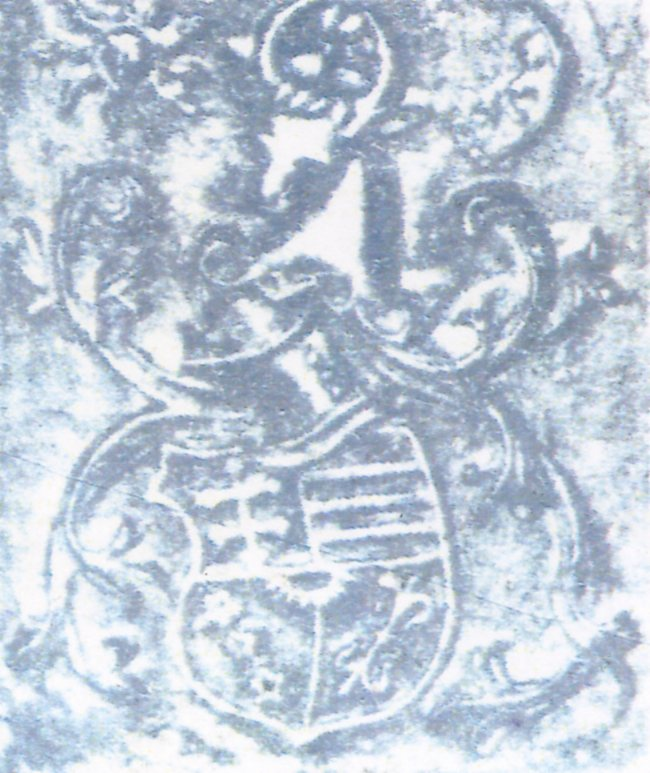
Stema voievodului Moldovei pe clopotul de la Suceava
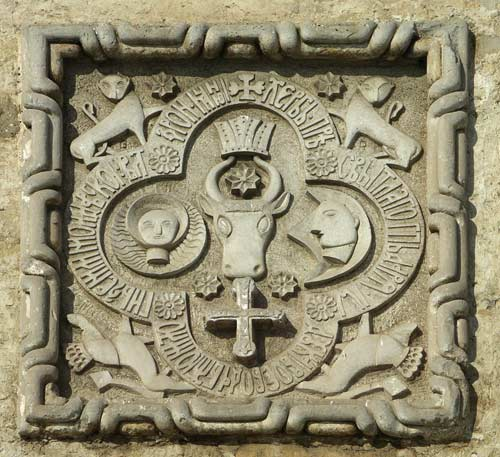
Stema simplă a Moldovei, la mânăstirea Cetăţuia
Stema guberniei în perioada anilor 1878–1917
Drapelul Republicii Democratice Moldoveneşti în sec.XX (1917)
Drapelul Republicii Democratice Moldoveneşti în sec.XX (1917)
Drapelul actual al Republicii Moldova

## Republica Democratică Moldovenească și Unirea cu România
După ce Revoluția rusă din februarie 1917 și Declarația Drepturilor Popoarelor din Rusia au încurajat diverse naționalități din Imperiul Rus să-și revendice suveranitatea, gubernia Basarabia a devenit o republică independentă la 2 decembrie 1917 La 6 ianuarie 1918 este proclamată Republica Democratică Moldovenească, în hotarele guberniei Basarabiei, de la Hotin la Marea Neagră și la Dunăre, dar fără malul stîng al Nistrului. Cea mai complicată sarcină pentru noua Republică erau forțele armate, necesitatea cărora era iminentă. Insa, maiorul Teodor Cojocaru director general al Forțelor Armate s-a îmbolnăvit în curând fiind internat. Locotenentul Gherman Pîntea a fost numit director general al Forțelor Armate, dar s-au pierdut câteva zile prețioase. Pîntea a reușit să organizeze mai multe unități militare moldovenești bine disciplinate conduse de ofițeri basarabeni calificați. În condițiile în care autoritatea legală era contestată în raioanele cele mai nordice și sudice de numeroase bande de soldați ruși demobilizați în drum spre casă, realizarea reformei funciare, organizarea administrației și justiției, naționalizarea învățământului, au fost sarcini imposibile în situația actuală de securitate. Prin urmare, la 21 decembrie 1917 În ședința Consiliului Directorilor Generali, a hotărât trimiterea unei delegații la Iași pentru a solicita guvernului român și reprezentanților Antantei ajutorul militar împotriva pericolului anarhiei bolșevice. Insă guvernul român era mai preocupat de securitatea internă în timp ce reprezentanților Antantei erau preocupati să păstreze Germania sub control. Noul stat rămas de sine însusi în fața haosului în plină expansiune. Trupele bolșevice au câștigau teren în Basarabia, răspândind în același timp teroarea împotriva burgheziei. Pe 18 Ianuarie [S.V. 5 Ian] 1918, a fost capturat Chișinăul, unii membri atât ai Sfatului Țării, cât și ai Consiliului Director au fost arestați și condamnați la moarte. În aceeași zi Sfatului Țării în secret a decis să trimită o altă delegație la Iași pentru a solicita intervenție. Pe 26 Ianuarie (S.V. 13 Dec), trupe române și franceze (armata generalului Berthelot) au intrat pe teritoriul Republicii Democratice Moldovenești, După înfruntările din împrejurimile orașului Bălți Chișinău și apoi Tigina, trupele bolșevice s-au retras dincolo de Nistru. Pe fondul acțiunilor dubioase a multor părți la 27 martie/9 aprilie, Moldova a intrat în uniune sub un numar de conditii (în esență o federație) cu Regatul României, păstrându-și autonomia provincială, precum și corpul său legislativ (Sfatul Țării). La 27 noiembrie/10 decembrie, după încheierea Primului Război Mondial, o întâlnire secretă a membrilor Sfatului Țării renunțat la toate condițiile și a proclamat unirea necondiționată a Basarabiei cu România, în valoare efectivă considerat o anexare de către ultima. Profesorul de Afaceri Internaționale Charles King consideră, de asemenea, că votul din noiembrie 1918 privind dizolvarea Dietei este ilegitim, deoarece doar 44 din cei 125 de membri au luat parte la acesta (toți 44 au votat „pentru”).  Acesta a fost ultimul act a organului, deoarece ulterior a fost dizolvat și unioniști de seamă au fost invitați la București.

## Începuturile perioadei sovietice
După formarea Uniunii sovietice în decembrie 1922, guvernul sovietic a creat Oblastul Moldovean Autonom pe teritoriile situate la est de fluviul Nistru, în cadrul Republicii Sovietice Socialiste Ucrainene (RSS Ucraineană). Capitala se afla la Balta, un oraș în Ucraina de astăzi. Șapte luni mai târziu, oblastul a devenit Republica Sovietică Socialistă Autonomă Moldovenească (RSSA Moldovenească), deși populația sa cuprindea doar 30% etnici români (astfel recunoscuți, atunci, de puterea sovietică, și a căror limbă era scrisă în litere latine). Capitala a rămas la Balta până în 1929, când a fost mutată la Tiraspol. Trecerea la scrierea chirilică și la definirea etniei ca "moldovenească, diferită de cea română" a avut loc la data de 27 februarie 1938. În vechile voievodate, limba se mai scrisese în trecut în litere chirilice, dar era un alfabet greco-slavon diferit de cel adoptat în 1938, care este o adaptare a literelor rusești.

## Al Doilea Război Mondial
Parte a României, Basarabia a fost ocupată de Uniunea Sovietică în 1940 (cu acordul Germaniei), mulțumită protocolului secret al pactului Hitler-Stalin din 1939. La 2 august 1940, guvernul sovietic a proclamat Republica Sovietică Socialistă Moldovenească, având capitala la Chișinău, prin contopirea a două treimi din Basarabia cu aproximativ jumătate din RSSA Moldovenească. Nordul Bucovinei, Bugeacul și cealaltă jumătate din RSSA Moldovenească au revenit RSS Ucrainene. La crearea RSS Moldovenești frontiera a fost trasată în jurul zonei în care populația română, de acum încolo « moldovenească », reprezenta atunci peste 75% din localnici. Basarabia a fost astfel divizată, noua republică fiind lipsită de peste 11.000 km2, de accesul la Dunăre și la Marea Neagră, de 4 porturi (Reni, Ismail, Chilia și Cetatea Albă, Belgorod-Dnestrovsky în rusă), potențialul propriu economic și integritatea sa istorică fiind astfel periclitate « din naștere ».
În iunie 1941, trupele germane și române au atacat Uniunea Sovietică și au ocupat RSS Moldovenească și RSS Ucraineană. România a eliberat Basarabia și Bucovina de Nord, și a luat sub administrare Podolia, teritoriu ucrainean dintre Nistru și Bug (Pivdennyy Buh în ucraineană), atunci numit Transnistria, unde armata română s-a dedat la crime împotriva civililor evrei și uneori ucraineni, oficial ca « răzbunare » pentru faptul că toți ar fi susținut unanim regimul sovietic. Această situație a rămas în vigoare până în martie-august 1944, când trupele sovietice au reocupat întîi Transnistria și Basarabia de nord (martie) apoi Basarabia de sud (august), iar diviziunile administrative sovietice și denumirile rusești ale teritoriilor au reintrat în vigoare. Tratatul de la Paris din 1946 a returnat oficial Basarabia, Bucovina de Nord și Transnistria către URSS.
În timpul celui de-Al doilea război mondial, Basarabia și Transnistria au suferit distrugeri și deportări de populație, sovieticii deportând întâi (1940-1941) pe moldovenii băștinași care lucraseră pentru statul român (funcționari, juriști, profesori...), pe popi și pe refugiații care fugiseră de stăpînirea sovietică, românii și germanii deportând apoi (1941-1944) pe evrei și pe toți cetățenii bănuiți că ar susține sistemul sovietic. Deportările spre Kazahstan și Siberia au fost reluate între 1945 și 1954.
După moartea lui Stalin (1953) și mai ales după cel de-al XX-lea congres an P.C.U.S., deportările și teroarea au încetat, iar procesul de sovietizare s-a continuat îndeosebi prin repartizarea băștinașilor moldoveni departe de Republică, și prin înlocuirea lor cu lucrători veniți din restul URSS, majoritatea ruși și ucraineni. Cu condiția de a o denumi "moldovenească" și de a o scrie în litere chirilice, bășеinașii au putut din nou să-și dezvolte, în anumite limite, cultura și limba, chiar dacă toponimele au fost rusificate, iar limba de comunicare interetnică era desigur cea rusă.
Odată cu inaugurarea de către Mihail Gorbaciov a politicii de străvezime (гласность) și de restructurare (перестройка), cultura și limba republicilor sovietice au putut să se afirme cu mult mai mare libertate față de limba și cultura rusă. În acest climat mai destins, revendicările politice s-au manifestat și în RSS Moldovenească în 1989.

## Creșterea autodeterminării
În anul 1989 s-a format Frontul Popular Moldovenesc, o asociație de grupări politice și culturale care a culminat în 1990 prin recunoașterea sa oficială și participarea la alegeri. Marile demonstrații ale etnicilor vorbitori ai limbii Daco-Romană au determinat înlocuirea șefului Partidului Comunist Moldovenesc și trecerea de la definiția limbii ca „moldovenească” (în litere chirilice) la desemnarea limbii ca română (în litere latine) și ca limbă oficială și de comunicare interetnică. Opoziția față de influența crescândă a etnicilor români a crescut și ea, mai ales în Transnistria, unde în 1988 a fost creată Mișcarea Yedinstvo-Unitatea de către majoritatea slavă, și în sud, unde a apărut mișcarea Gagauz Halkî (poporul găgăuz), format în noiembrie 1989, pentru a-i reprezenta pe găgăuzi, o minoritate de limbă turcică.
Primele alegeri democratice pentru Sovietului Suprem al RSS Moldovenească au avut loc pe 25 februarie 1990. Frontul Popular a câștigat majoritatea voturilor. După alegeri, Mircea Snegur, un fost comunist, a fost ales președinte al Sovietului Suprem; în Septembrie el a devenit președinte al republicii. Guvernul reformist care a preluat puterea în mai 1990 a făcut multe schimbări care nu au fost pe placul minorităților, incluzând și schimbarea numelui republicii în iunie, din Republica Sovietică Socialistă Moldovenească în Republica Sovietică Socialistă Moldova și declararea suveranității în aceiași lună.

## Secesiunea Găgăuziei și a Transnistriei
În august etnicii găgăuzii au proclamat o republică separatistă în sud, în jurul orașului Comrat („Republica Găgăuză”, Gagauz-Yeri în limba găgăuză). În septembrie populația de pe malul estic a râului Nistru (în majoritate de etnie slavă), au proclamat Republica Moldovenească Nistreană (în limbajul colocvial „Republica Nistreană”) în Transnistria, având capitala la Tiraspol. Deși Sovietul Suprem a declarat imediat aceste proclamații nule, în ambele republici separatiste s-au desfășurat alegeri. Stepan Topal a fost ales președinte al Republicii Găgăuze în decembrie 1991, iar Igor Smirnov a fost ales președinte al Republicii Nistrene în aceeași lună.
Aproximativ 50 000 de voluntari moldoveni înarmați au trecut în Transnistria, unde violența a fost restrânsă de intervenția Armatei a XIV-a Rusă. Acest corp de armată își avea cartierul general la Chișinău sub comanda Înaltului Comandament pentru Operațiuni Militare de Sud-Vest încă din 1956. Negocierile de la Moscova între găgăuzi, slavii transnistreni, și guvernul RSS Moldova au eșuat, iar guvernul a refuzat să mai participe la negocieri.
În mai 1991, oficialitățile au redenumit statul în Republica Moldova. De asemenea, Sovietul Suprem a fost transformat în Parlamentul Moldovenesc.

## Republica Moldova independentă (1991)

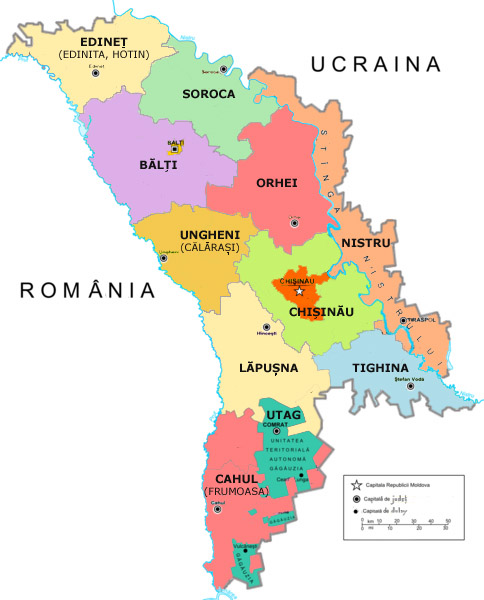
Fostele unități administrative (județele) cu Regiunea Autonomă Găgăuzia (UTAG)

În timpul loviturii de stat de la Moscova din august 1991, comandanții Comandamentului de sud-vest au încercat să impună starea de urgență în Moldova, dar au fost învinși de guvernul moldovenesc, care și-a declarat sprijinul față de președintele rus Boris Elțîn. Pe 27 august 1991, după eșuarea loviturii de stat, Moldova și-a declarat independența față de Uniunea Sovietică.
În octombrie, Moldova a început să-și organizeze forțele armate. Uniunea Sovietică se destrăma rapid, iar Moldova nu se putea baza decât pe forțele sale, pentru a putea preveni escalarea violențelor din „Republica Nistreană” și în restul țării. Alegerile din decembrie ale lui Stepan Topal și ale lui Igor Smirnov ca președinți a republicilor separatiste și dizolvarea oficială a Uniunii Sovietice la sfârșitul anului, a condus la creșterea tensiunilor din Moldova.
Flacăra violenței s-a reaprins din nou în Transnistria în 1992. Un acord de încetare a focului a fost negociat de președinții Snegur și Elțîn în iulie. O linie de demarcație urma să fie menținută de o forță de pace tripartită (compusă din forțe moldovenești, ruse și transnistrene), iar Moscova s-a angajat să-și retragă Armata a 14-a dacă se stabilea o constituție pentru Transnistria. De asemenea, Transnistria urma să aibă un statut special în cadrul Moldovei, prin care își rezerva dreptul la secesiune în cazul unirii Moldovei cu România.

### Republica Moldova după independență

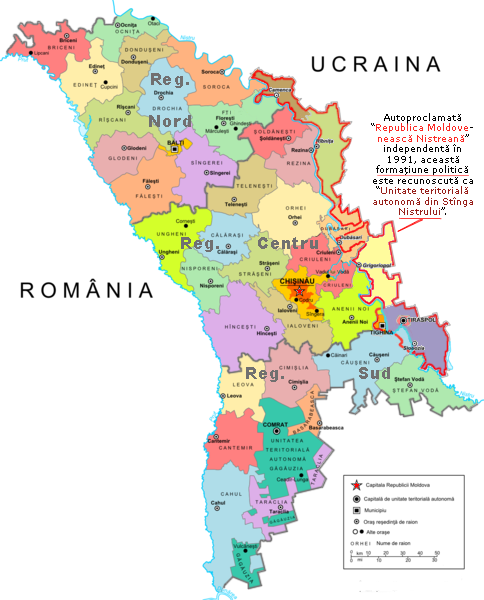
Unitățile administrative actuale (raioane)

Deși independentă de URSS din 1991, forțe rusești au rămas în teritoriul de la est de Nistru pentru a apăra populația slavă, în principal formată din ucraineni, ruși și bulgari, care și-a declarat republica Transnistria pe teritoriul RSS Autonomă Moldovenească.
Noi alegeri parlamentare au avut loc în Moldova pe 27 februarie 1994. Deși alegerile au fost descrise de observatorii internaționali ca fiind libere și corecte, autoritățile din Transnistria au refuzat să numere voturile și au făcut eforturi pentru a descuraja populația să participe la vot. Doar 7,500 de locuitori au votat pe malul drept al Nistrului, în Moldova.
Noul Parlament, având ca majoritate reprezentanți ai Partidului Agrar din Moldova, nu s-a lovit de același blocaj care a caracterizat vechiul Parlament cu majoritatea naționalist-dură a Frontului Popular: legislația reformatoare a fost adoptată, și s-au produs schimbări. Președintele Snegur a semnat Parteneriatul de Pace cu Tratatul Atlanticului de Nord (NATO/OTAN) în martie 1994, iar în aprilie Parlamentul a aprobat participarea Moldovei ca membru a Comunității Statelor Independente (CSI) la o uniune economică. Pe 28 iulie, Parlamentul a ratificat noua constituție, care a intrat în vigoare 27 august 1994, și care prevedea o substanțială autonomie a Transnistriei și Găgăuziei.
Rusia și Moldova au semnat un tratat în octombrie 1994 privind retragerii trupelor ruse din Transnistria, dar guvernul rus s-a oprit înaintea ratificării tratatului. Deși armistițiul de încetare a focului era încă în vigoare la începutul anului 1995 iar negocieri ulterioare urmau să includă și Conferința de Securitate și Cooperare în Europa și Națiunile Unite, speranțele de liniștire a disputelor și de retragere a armatelor rusești în viitorul foarte apropiat, se situau la nivel foarte scăzut.
În martie și aprilie 1995, studenții și elevii moldoveni au inițiat o serie de greve și demonstrații în Chișinău pentru a protesta împotriva politicii guvernamentale cu privire la cultură și educație. Studenților li s-au alăturat reprezentanți ai intelectualității și mai târziu muncitori, pensionari care protestau împotriva guvernului din motive economice. Problema emoțională pusă în discuție era cea a limbii naționale: ar trebui să fie moldovenească, așa cum era numită în constituția din 1994, sau română așa cum se pronunțau majoritatea experților.
În discursul din 27 aprilie către Parlament, președintele Snegur a cerut Parlamentului să amendeze Constituția și să schimbe numele limbii naționale în „română”. Decizia finală a guvernului a fost amânată până în toamnă din cauza articolului din Constituție care stipula că înaintea unei modificări a Constituției trebuie să treacă 6 luni. Demonstrațiile studențești au fost amânate până pe 6 septembrie.
Republica Moldova, după obținerea independenței, devine un stat suveran și independent. Odată cu obținerea independenței din 1991 apar și o mulțime de probleme și conflicte soldate cu pierderi de vieți omenești și vărsări de sânge.

### Principalele evenimente (1991→prezent)
Această listă include principalele evenimente politice în Republica Moldova de-a lungul ultimilor 23 de ani:
- Declararea independenței RM. Moldova și-a declarat independența pe data de 27 august 1991, iar aceasta a permis stabilirea relațiilor diplomatice cu alte țări, precum și a legăturilor de colaborare cu cele mai importante organisme internaționale.
- Adoptarea Declarației a țărilor-membre ale CSI de la Alma-Ata. În 1991, la 21 decembrie are loc adoptarea Declarației țărilor-membre ale Comunității Statelor Independente din Alma-Ata, prin care se proclamă încetarea definitivă a existenței URSS.
- Republica Moldova devine membru al OSCE. În 1992, la 30 ianuarie, Republica Moldova devine membru al OSCE.
- Republica Moldova devine membru al ONU. Acest eveniment important are loc în 1992, la 2 martie, zi care coincide cu declanșarea conflictului armat de pe Nistru.
- Declarația șefilor de state din CSI din 20 martie 1992. La 20 martie 1992, la Kiev, are loc adoptarea, de către șefii statelor membre ale CSI, a Declarației cu privire la situația în raioanele din stînga Nistrului a Republicii Moldova.
- Moldova devine membru al BERD. Pe data de 5 mai 1992, Republica Moldova devine membru al Băncii Europene de Reconstrucție și Dezvoltare.
- Semnarea Acordului cu privire la încetarea focului la Nistru. La 1 iulie 1992, are loc semnarea Acordului cu privire la încetarea focului în zona conflictului de pe Nistru.
- Semnarea Tratatului cu privire la principiile reglementării pașnice în Transnistria. La data de 21 iulie 1992, Președintele Republicii Moldova, Mircea Snegur și Președintele Federației Ruse, Boris Elțin semnează Tratatul cu privire la principiile reglementării pașnice în Transnistria.
- Moldova aderă la BM. La 28 iulie 1992, Republica Moldova aderă la structurile Băncii Mondiale.
- Moldova devine membru al FMI. La 12 august 1992, Republica Moldova devine membru al Fondului Monetar Internațional.
- Obținerea statutului de invitat special al Consiliului Europei. În 1993, la data de 5 februarie, Republica Moldova obține statutul de invitat special al Consiliului Europei.
- Semnarea actului de aderare la CSI. La 26 aprilie 1993, Republica Moldova semnează Actul de intrare în componența Comunității Statelor Independente.
- Antrenarea RM în programul NATO „Parteneriat pentru pace”. În 1994, la 16 martie, are loc antrenarea Republicii Moldova în Programul Blocului Nord-Atlantic (NATO) „Parteneriatul pentru pace”.
- Ratificarea Acordului privind crearea CSI. La 8 aprilie 1994, Moldova ratifică Acordul privind crearea Comunității Statelor Independente.
- RM este admisă în APCE. La 14 iulie 1995, Republica Moldova este admisă în Adunarea Parlamentară a Consiliului Europei.
- Semnarea Memorandumului Primakov. La 8 mai 1997, la Odesa, are loc semnarea Memorandumului privind normalizarea relațiilor dintre Moldova și Transnistria, cunoscut ca și Memorandumul Primakov.
- Ratificarea Protocolului de la Paris privind forțele armate în Europa. În 1997, la 15 mai, Republica Moldova ratifică Protocolul de la Paris privind forțele armate în Europa din 19 noiembrie 1990.
- Ratificarea Cartei Europene a Autonomiei Locale. La 16 iulie 1997, Republica Moldova ratifică Carta Europeană de Autoadministrare Locală.
- Crearea GUAM. În 1997, pe 11 octombrie, are loc crearea Uniunii statelor Georgia, Ucraina, Azerbaidjan, Republica Moldova (GUAM) temporar și Uzbekistan (GUUAM).
- Intrarea în vigoare a Acordul cu privire la parteneriat și colaborare dintre RM și UE. La 1 iulie 1998, intră în vigoare Acordul cu privire la parteneriat și colaborare între Uniunea Europeană și Republica Moldova.
- Ratificarea Cartei OCEMN. În 1999, la 22 aprilie, Parlamentul Republicii Moldova ratifică Carta Organizației de Colaborare Economică a țărilor din bazinul Mării Negre.
- Decizia Summit-ului OSCE de la Istanbul. În 1999, la 22 noiembrie, Summit-ul OSCE de la Istanbul obligă Rusia să evacueze, pînă la 1 ianuarie 2003, forțele sale militare și armamentul din Transnistria.
- Moldova devine membru al OMC. La 8 mai 2001, Republica Moldova devine membru al Organizației Mondiale a Comerțului.
- Moldova devine membru al PSESE. La 28 iunie 2001, Republica Moldova devine membru cu drepturi depline al Pactului de Stabilitate în Europa de Sud-Est.
- Semnarea Planului de acțiuni RM-UE. În februarie 2005, Republica Moldova a semnat, prima dintre statele CSI, la Bruxelles, Planul de Acțiuni UE-Moldova, recomandat pentru implementare în cadrul celei de-a VII-a reuniuni a Consiliului de Cooperare Republica Moldova – Uniunea Europeană.
- Lansarea Parteneriatului Estic. Parteneriatul Estic este lansat oficial pe 7 mai 2009, în cadrul Summit-ului de la Praga și este adresat celor 16 vecini din sud și est ai UE. Ulterior, Moldova devine lider în acest parteneriat, ceea ce-i permite să se apropie mult de UE.
- Lansarea negocierilor pe marginea Acordului de Asociere RM-UE. Negocierile pe marginea Acordului de Asociere RM-UE sînt lansate pe data de 12 ianuarie 2010 și finalizate în toamna anului 2013.
- Lansarea negocierilor pe marginea liberalizării regimului de vize. Negocierile pe marginea liberalizării regimului de vize sînt lansate pe 15 iunie 2010 și finalizate în toamna anului 2013.
- Summit-ul de la Vilnius. În cadrul Summit-ului Parteneriatului Estic de la Vilnius, Moldova parafează Acordul de Asociere cu UE.
- Liberalizarea regimului de vize cu UE. Liberalizarea regimului de vize cu UE intră în vigoare la data de 28 aprilie 2014.
- Proclamarea stării de urgență împotriva răspândirii coronavirus pe teritoriul țării de Ministerul moldovean al Sănătății, Muncii și a Protecției sociale si aprobată de Parlamentul moldovean, în martie 2020.[11] [12]